# Корнієнко Михайло Васильович
Миха́йло Васи́льович Корніє́нко (24 вересня 1948, с. Севальне, Курська область) — радянський, український юрист; генерал-полковник міліції (1999); Заслужений юрист України,  доктор юридичних наук (2004), професор (2003); лауреат Державної премії України в галузі науки і техніки за 2002 рік.

## Життєпис
Народився 24 вересня 1948 року в селі Севальне (нині — Бєлгородської області).
З 1965 р, закінчивши профтехучилище в Макіївці (Донецька область), працював слюсарем-сантехніком тресту «Донбассантехмонтаж». Потім працював інспектором виправно-трудовій колонії (1968—1970), юрисконсультом радгоспу «Криничанський» (1970—1971), в 1971—1974 рр. — слідчим прокуратури  Калінінського району  Горлівки. У 1973 році закінчив Ростовський університет за фахом «юриспруденція». У 1974—1983 рр. завідував відділом адміністративних та торгово-фінансових органів та оргвідділу міськкому.
З 1983 р — в органах внутрішніх справ: начальник відділу УВС Донецького облвиконкому (1983—1988), перший заступник начальника УВС Донецької області (1989—1993). У 1991 році закінчив Академію МВС СРСР за фахом «юрист-організатор». У 1993—1995 рр. — в апараті МВС України (начальник штабу, начальник ГУАСМ МВС). У 1995—1997 рр. — заступник Міністра внутрішніх справ — начальник Головного управління МВС України в Автономній Республіці Крим, потім заступник Міністра внутрішніх справ — начальник Головного управління МВС України в Києві.
У 2000—2005 рр. обіймав посади начальника міліції громадської безпеки, потім першого заступника Міністра — начальника Головного управління по боротьбі з організованою злочинністю; першого заступника Державного секретаря Міністерства внутрішніх справ України — начальника ГУБОЗ; першого заступника Державного секретаря Міністерства внутрішніх справ України; першого заступника Міністра внутрішніх справ України у зв'язках з Верховною Радою України.
У 2005—2006 рр. — директор департаменту служби безпеки, з листопада 2006 р — заступник голови правління «Нафтогаз України».
У 2006—2007 рр. — перший заступник Міністра внутрішніх справ України (в жовтні-грудні 2007 року тимчасово виконував обов'язки Міністра внутрішніх справ).
З липня 2008 року — директор Навчально-наукового інституту права та безпеки  Дніпропетровського державного університету внутрішніх справ.
Головний редактор журналу «Право і суспільство», член редколегії збірника наукових праць «Науковий вісник Дніпропетровського державного університету внутрішніх справ», член редакційної ради журналів «Безпека і закон», «Людина і закон». Голова Київської організації Міжнародної поліцейської асоціації (ІРА).

## Наукова діяльність
Автор 76 наукових праць з проблем боротьби зі злочинністю, профілактики правопорушень, протидії організованій злочинності та корупції, 9 наукових монографій: «Суспільство і правопорядок», «Організована злочинність ЄС і США», «Організаційно-правові умови протидії організованій злочинності спецпідрозділами БОЗ», «управління силами і засобами ОВС в умовах ускладнення оперативної обстановки» та ін.

## Публіцистика
Автор книги «Йду на завдання», «Прощавай міліція». У співавторстві з Безсмертним І. В. випустив книги «Юрій Кравченко. Втрачений шанс України», «УБОЗ: 20 років бойових операцій», «Доля генерала». Член  Спілки журналістів України.

## Нагороди та відзнаки
- Медаль «За відмінну службу з охорони громадського порядку»
- Медаль «Ветеран праці»
- Медаль «В пам'ять 1500-річчя Києва»
- Медаль «60 років Збройних Сил СРСР»
- Медаль «70 років Збройних Сил СРСР»
- орден «За заслуги» 2-й і 3-го ступеня
- Заслужений юрист України (1997)
- Почесні грамоти Верховної Ради і Кабінету Міністрів України
- Державна премія України в галузі науки і техніки (2002)
- Почесні відзнаки МВС України «Хрест Слави» і «Почесний знак МВС України»
- Нагрудні знаки «За відмінну службу в МВС», «За відзнаку в службі» ІІ ступеня
- Премія імені Петра Великого (Національний комітет громадських нагород Російської Федерації)
- Премії «Лицар звитяги», «За міжнародне співробітництво у правоохоронній діяльності»
- Орден Архістратига Михаїла та орден Св. Рівноапостольного князя Володимира (Українська православна церква)
- Орден «За розбудову України», ім. Михайла Грушевського IV ступеня, срібні медалі «10 років незалежності України» і «День міліції України. 10 років» (Міжнародний академічний рейтинг популярності та якості «Золота Фортуна»)
- Інші відомчі та громадські нагороди.